# ペットボトルカバー
ペットボトルカバーとはペットボトルを携帯、保冷・保温するための容器である。また、ペットボトル以外にも水筒の携帯、保冷・保温にも用いられる。日本では2000年代頃から使用され始めている。1990年代までは水筒が多く普及しており、ペットボトルはほとんど普及しておらずあまり見かけられなかった。
自動販売機とコンビニエンスストアのシェア拡大や使い易さや手軽さなどの理由に伴い、全国どこでも容易に手に入るペットボトルが10代から20代の若者を中心に、このカバー付きペットボトルが水筒の代替品として順次使用されるようになった。
そのため、旧型の水筒は1990年代以前と比べると使用頻度が減少し、一時期より見かけなくなくなってきている。
ペットボトルを水筒の代わりとして利用する事を前提とした関連商品も各種開発されている。その反面、ペットボトルを裸や剥き出しの状態にして使う人は少数であり、多数の人が、タオル、または、カバーにはめて使う人が多い。
ただし、代替品としても殆ど一時的であり、長期間使用するとペットボトルの水垢やぬめりなどで傷み、雑菌が繁殖し不衛生になってしまうことから、一つのペットボトルを何ヶ月か半年以上から数年ものの長期間にわたって使用することはほとんど見られない。そのために、定期的な交換や手入れを行わなければならない。水筒に比べ容量や保温性にも欠けてしまうと言う欠点がある。
2010年代に入り、再び水筒がシェアを伸ばし、持ち歩く人が増えた。

## 種類
一般的に流通している500mL用、稀に350mL用や1L以上の種類も存在する。

## 構造
上部がペットボトルを固定する巾着状になっており、紐やバンドで締め付ける形になっている
商品によっては断熱バッグのように断熱材が内蔵されているものもある。